# Slaská
Slaská (allemand : Leskowitz, hongrois : Mogyorómál) est un village de Slovaquie situé dans la région de Banská Bystrica.

## Histoire
La première mention écrite du village date de 1454.

## Démographie

### Évolution de la population
| Année:               | 1994. | 2004.   | 2014.   | 2024.    |
| -------------------- | ----- | ------- | ------- | -------- |
| Nombre de personnes: | 464   | 460     | 467     | 549      |
| Différence:          |       | -0,86 % | +1,52 % | +17,55 % |

| Année:               | 2023. | 2024.   |
| -------------------- | ----- | ------- |
| Nombre de personnes: | 550   | 549     |
| Différence:          |       | -0,18 % |